# Гута-Черницкая
Гута-Черницкая (пол. Huta Czernicka) — село в Польше, в гмине Осьякув Велюньского повета Лодзинского воеводства. Население — 8 человек (2011).
В 1975—1998 годах село входило в состав Серадзского воеводства.

## Климат
Климат умеренный, мягкая зима и тёплое лето. Средняя температура в январе от −1 °C до −5 °C, в июле от +17 °C до +19 °C. Осадков 500—800 мм.

## Население
Демографическая структура по состоянию на 31 марта 2011 года:
|         | Всего | До трудоспособного возраста | Трудоспособного возраста | Старше трудоспособного возраста |
| ------- | ----- | --------------------------- | ------------------------ | ------------------------------- |
| Мужчины | 2     | 0                           | 2                        | 0                               |
| Женщины | 6     | 0                           | 2                        | 4                               |
| Всего   | 8     | 0                           | 4                        | 4                               |